# Night Sun
A Night Sun német heavy metal/hard rock/progresszív rock zenekar volt 1970-től 1973-ig. Mannheim városában alakultak.

## Története
Az együttes a Take Five nevű jazz zenekar feloszlása után alakult, Night Sun Mournin' néven. Ezt a nevet Night Sun-ra rövidítették. Pályafutásuk alatt egy nagylemezt jelentettek meg 1972-ben, a Polydor Records gondozásában. 1997-ben a "Second Battle" kiadó "remastered" (újrakevert) verzióban újból kiadta. A zenekar azon korai együttesek közé tartozott, amelyek a progresszív rockot vegyítették a heavy metallal.

## Tagok
- Ulrich Staudt - dob, ütős hangszerek (1970-1973)
- Walter Kirchgassner - gitár (1970-1973)
- Knut Rössler - orgona, zongora, trombita, fagott (1970-1973)
- Bruno Schaab - ének, basszusgitár (1970-1973)

## Diszkográfia
- Mournin' (album, 1972)